# 品川氏如
品川 氏如（しながわ うじゆき）は、江戸時代中期の高家旗本。

## 生涯
品川信方の長男として生まれる。通称は龍五郎。
寛延2年（1749年）12月22日、信方の死去により家督を相続した。翌年12月26日、将軍徳川家重に御目見した。
表高家に列し、生涯高家職に就くことはなかった。安永9年（1780年）1月22日死去、49歳。

## 系譜
正妻・子女ともにいない。末期養子として高家旗本前田長敦の三男氏長を迎えた。